# Rattenberg (Tyrolsko)
Rattenberg je rakouské město v okrese Kufstein, spolková země Tyrolsko. S plochou 0,11 km2 a s 408 obyvateli je nejmenším rakouským městem.

## Geografie
Město Rattenberg leží na katastrálním území stejného jména na pravém břehu řeky Inn . Rozloha města přesně odpovídá čtvrtině plochy městského státu Vatikán. Okolními obcemi jsou na severovýchodě Radfeld, na západě Kramsach a na jihozápadě Brixlegg. V důsledku polohy na úpatí hory Schlossberg na část města po tři zimní měsíce vůbec nedopadají sluneční paprsky, město zůstává ve stínu hory. Uvažovalo se o oslunění zastíněné části města zrcadly, ale projekt nebyl realizován.

## Historie
Rattenberg leží mezi skalami a řekou Inn pod zbytky hradu z 10. století. Původně město sloužilo jako překladiště pro zboží, převážené po řece Inn a také jako celní stanice mezi Tyrolskem a Bavorskem. Historické centrum je dnes pěší zónou.
První historická zmínka pochází z roku 1254. Pod ochranou hradu se místo rozvíjelo podél silnice mezi řekou Inn a horou Stadberg. Na východě bylo uzavřeno zdí a příkopem. V roce 1393 byl Rattenberg povýšen na bavorské město.
Rattenberg patří, jako ostatní tyrolská města na východ od Zillertalu, k Salcburské arcidiecézi. Do války o Landshutské dědictví, byl Rattenberg součástí Bavorska. Po ukončení války a uzavření míru v roce 1505 se stal Rattenberg součástí Tyrolska.
Od roku 2013 je Rattenberg památkově chráněným městem. Je po městě Hall in Tirol druhým takto chráněným městem v Tyrolsku a třicátým v Rakousku.

## Pamětihodnosti
- Farní kostel svatého Virgilia
- Bývalý augustiniánský klášter s Augustiner muzeem, ve kterém se nacházejí církevní exponáty ze severního Tyrolska
- Rodný dům svaté Notburgy
- Muzeum v domě Nagelschmiedhaus (cvočkařský dům), který existuje od roku 1148 a patří k nejstarším domům v oblasti
- Zřícenina hradu na vrchu Schlossberg

## Hospodářství a infrastruktura
Rattenberg je dnes znám svými sklářskými dílnami, a proto se mu přezdívá „Město skla“. Nejdůležitějším hospodářským odvětvím je turistika. V létě navštíví město, které má pouze jeden hotel, autobusy a osobními auty cca 3000 návštěvníků denně. Téměř celé město je pěší zónou.
Ve městě není pošta ani policejní stanice, na druhou stranu v Rattenbergu sídlí soud pro dvanáct obcí.
Vzhledem k omezené ploše zastavitelných míst je několik infrastrukturních zařízení mimo hranice města: např. mateřská škola, hasiči, hřbitov, sportovní hřiště, recyklační dvůr, vlakové nádraží a několik velkých parkovišť.

## Doprava
Rattenberg je dostupný po dálnici A 12 výjezdem Kramsach (exit 32). Před dokončením dálnice vedl veškerý provoz do 4. srpna 1972 městem. Tyrolská silnice B 171 s Rattenberským tunelem (624 m) byla dokončena o deset let později a zcela odklonila průjezdní dopravu z města. Železniční spojení zajištuje trať Kufstein – Innsbruck, zastávka Rattenberg-Kramsach.

## Pravidelné akce
Největšími pravidelnými akcemi jsou:
- Schlossbergspiele – divadelní představení na otevřené scéně, konaná od začátku července do začátku srpna[3]
- Rattenberský advent - každý pátek, sobotu a neděli v adventu.